# Jabal al Ḩabīl
Jabal al Ḩabīl är ett berg i Förenade Arabemiraten.   Det ligger i emiratet Fujairah, i den nordöstra delen av landet, 230 kilometer nordost om huvudstaden Abu Dhabi. Toppen på Jabal al Ḩabīl är 208 meter över havet.
Terrängen runt Jabal al Ḩabīl är kuperad. Havet är nära Jabal al Ḩabīl österut. Närmaste större samhälle är Khawr Fakkān, 13,6 kilometer söder om Jabal al Ḩabīl.